# Andres Vasquez
Andrés Javier Vasquez Rueda Pinto (n. 16 iulie 1987 în Lima, Peru) este un mijlocaș suedez-peruvian de fotbal. A  evoluat printre altele la cluburile IFK Göteborg și FC Zürich.